# Parrot virtual machine
Parrot is een op registers gebaseerde virtuele machine, ontworpen om dynamische talen efficiënt te draaien. Parrot is een opensourceproject, gedistribueerd onder een vrije softwarelicentie, namelijk Artistic License 2.0.
Parrot werd gestart door de Perl-gemeenschap en wordt ontwikkeld met de hulp van opensourcegemeenschappen.
Het project is gericht op licentiecompatibiliteit en compatibiliteit met meerdere platformen, systemen, en moderne processorarchitecturen. Daarnaast op snelheid en de flexibiliteit om Perl 6 en andere moderne dynamische talen te ondersteunen. De eerste versie (1.0) met een stabiele API werd op 17 maart 2009 gelanceerd.

## Geschiedenis
Het eerste Parrotproject was een grap die een nieuwe taal aankondigde die Python en Perl zou verenigen. De naam werd later overgenomen door het huidige project met als doel Perl 6, Python en andere talen te ondersteunen.

## Programmatuur
Er bestaan drie vormen van code voor Parrot:
- Bytecode, is binair en standaard ingebouwd in Parrot.
- Parrot Assembly Language (PASM) is een lage taal die tot bytecode gecompileerd wordt.
- Parrot Intermediate Representation (PIR) is hoger dan PASM en wordt ook tot bytecode gecompileerd.